# Яків II (король Англії)
Яків ІІ (англ. James II  — Джеймс II; 14 жовтня 1633, Лондон — 16 вересня 1701,  Сен-Жермен-ан-Ле) — король Англії, Шотландії з 1685 (як шотландський монарх — Яків VII) та Ірландії, другий син Карла І, спадкоємець старшого брата Карла ІІ. Був одружений з Анною Гайд з 1659 (1637—1671, матір'ю Марії ІІ і Анни) і Марією Модена з 1673 (матір'ю Якова Едуарда Стюарта). 
У 1671 році став католиком, що призвело до перших спроб не дати йому успадковувати трон, пізніше до повстання в Монмауті й Аргіллі і згодом до запрошення партіями торі і вігів Вільгельма Оранського зайняти трон у 1688 році. Яків втік у Францію, підняв повстання в Ірландії в березні 1689 році, але після поразки в битві на річці Бойн 1 липня 1690 році залишився в засланні у Франції.

## Герцог Йоркський
Отримав від батька титул герцога Йоркського (1644). Під час громадянської війни, після захоплення Йорка парламентським військом у 1646 році Яків з братами та сестрами був ув'язнений.
У 1648 році втік на континент. Служив під прапорами французького маршала Анрі Тюренна (1652); згодом бився проти нього у лавах іспанської армії.
Після реставрації Стюартів мав також шотландський титул герцога Олбані (1660). У званні генерал-адмірала отримав під своє командування морські сили Англії; у 1665 році здобув перемогу над голландським флотом поблизу Гардвіча. Разом із прихильністю до католицизму в Якова посилювались дружба з Людовіком XIV, ненависть до Голландії й наміри встановити абсолютну монархію.
Після смерті своєї першої дружини, Анни, дочки Едварда Кларендона, Яків прийняв католицизм. У війні проти Нідерландів, яка розгорнулася пізніше, він командував флотом у двох великих морських битвах.
Вплив парламенту, що посилився в результаті невдалої війни і був затвердженим виданням «Акту про присягу», змусив Якова усунутися від державних справ. Всупереч його бажанню, старша з двох його дочок від першого шлюбу, Марія (ймовірна спадкоємиця престолу, оскільки Карл II був бездітним, а у Якова не було на той час синів), була видана за Вільгельма Оранського (1677).
Друга дружина Якова, Марія Моденська, пристрасна католичка, зробила Якова ще більш наполегливим послідовником католицизму. Коли у 1679 році розповсюдились чутки про католицьку змову, на чолі якої нібито стояв Яків, останній був змушений залишити Англію; виникло навіть питання про усунення його від спадкування престолу, але саме це спричинило реакцію проти вігів, й після смерті Карла Яків безперешкодно вступив на престол.

## Царювання
Без зусиль були придушені та страшенно жорстоко покарані повстання Монмута в Англії й лорда Арчібальда Аргайла в Шотландії. Особливу жорстокість у судових процесах над заколотниками проявив суддя Джордж Джеффріс. Підбадьорений успіхом, Яків замислив за допомогою широкого тлумачення та застосування диспенсивної влади замістити всі головні посади (військові та громадські) особами-неангліканами. При цьому він покладав особливі надії на доктрину безумовної покори, яку сповідувала тоді значна більшість англіканського духовенства.
Духовенство, яке протестувало, Яків примиряв шляхом так званої «високої комісії», надавав покровительство усім рухам, ворожим до панівної церкви, й поставив собі на меті встановлення абсолютної католицької монархії шляхом майже неприхованої пропаганди католицизму й тісного союзу з Людовіком XIV. Навіть найвідданіші слуги короля, англіканські єпископи, були притягнуті до судової відповідальності, але виправдані присяжними. Сподіваючись, що після смерті Якова за відсутності потомства чоловічої статі, правління перейде до рук його дочки, відданої протестантизму, народ стримував своє обурення й до повстання справа не доходила.
Коли 10 червня 1688 році оголошено про народження принца Уельського, багато хто не бажав вірити у дійсність цього факту й підозрювали підміну. Втративши надію на мирні поліпшення, вожді обох головних партій, вігів і торі, запросили нідерландського принца Вільгельма Оранського зайняти трон Англії. Яків хотів піти на поступки, проте було вже запізно.

## Скидання й еміграція
Докладніше: Славна революція
У листопаді 1688 році принц Оранський висадився в Англії, й у грудні король із незаконним сином, герцогом Бервіком, залишений дочкою Анною та найближчими радниками, втік до Франції, де Людовік XIV надав у його розпорядження Сен-Жерменський палац. У лютому 1689 році парламент проголосив королем і королевою Англії Вільгельма та Марію. Яків з Франції підтримував постійні стосунки зі своїми прибічниками (якобітами), які готували змови в Англії й відкрито підбурювали повстання в Шотландії та Нормандії. У 1689 році Яків прибув до Ірландії й постав на чолі змовників, яких підтримали французькі війська, але були в 1690 році розбиті на річці Бойн.
Його нащадки (син, Яків «Старий претендент», й онуки, Карл «Молодий претендент» і кардинал Генріх Стюарт) продовжували претендувати на англійський та шотландський престоли й очолювати партію якобітів аж до припинення дому Стюартів (1807).

## Шлюб та діти
Яків був одружений двічі: з Анною Гайд (1638—1671), дочкою державного діяча та історика графа Кларендона, та з Марією Моденською (1658—1718), дочкою моденського герцога Альфонсо IV. Від першого шлюбу у нього було 8 дітей, з яких вижили дві дочки, майбутні королеви Марія II та Анна, а всі 4 сини і ще 2 дочки померли в дитинстві. Від другого шлюбу народилось 7 дітей, з яких також вижили двоє: син Яків «Старий претендент» і дочка Луїза Стюарт (померла у віці 19 років від віспи), яка народилася вже у Франції. Законне потомство Якова II припинилось у 1807 році.
Окрім нащадків від двох законних дружин, Яків (будучи герцогом Йоркським) мав дітей також від двох коханок. Від Арабелли Черчилль, сестри знаменитого полководця Джона Черчилля, герцога Мальборо, у нього народились два сини, Джеймс і Генрі, які поїхали разом з батьком до Франції, і дві дочки, Генрієтта й Арабелла; всі вони мали прізвище Фіцджеймс, із префіксом фіц, традиційним для позашлюбних дітей знаті. Від Кетрін Седлі, якій Яків після вступу на престол надав титул графині Дорчестерської, у нього народилася дочка, також Кетрін, у першому шлюбі маркіза, а у другому — герцогиня. Потомство позашлюбних дітей Якова II існує донині; зокрема, нащадками Генрієтти Фіцджеймс (через свою матір Діану) є сини Чарльза III принци Вільям і Гаррі.

## У мистецтві
Яків II є персонажем багатьох історичних романів та фільмів, зокрема, роману Річарда Блекмора «Лорна Дун». В екранізаціях роману його роль виконували Джордж Керзон (1934), Г'ю Фрейзер (1990), Роберт Едді (2000). В серіалі 2000 року «Карл II» Якова грав Чарлі Крід-Майлз.